# Джемма Симмонс
Джемма Энн Симмонс (англ. Jemma Anne Simmons) — персонаж, который появился в Кинематографической вселенной Marvel до появления в Marvel Comics. Персонаж был создан Джоссом Уидоном, Джедом Уидоном и Мориссой Танчароен, и она впервые появилась в пилотном эпизоде «Агентов „Щ.И.Т.“» в 2013 году, и её роль постоянно исполняла Элизабет Хенстридж.
В сериале Симмонс является одним из ведущих научных умов «Щ.И.Т.а». Хотя её опыт огромен, она особенно хорошо разбирается в биологических науках. Многие из её сюжетных линий связаны с её отношениями с её лучшим другом, а позже мужем, Лео Фитцем. В течение сериала она проходит путь от относительно молодого и неопытного учёного из «Щ.И.Т.а» до одного из самых старших агентов «Щ.И.Т.», также обладающего значительным опытом работы в качестве полевого агента. Она отличается от своих коллег тем, что принимает очень решительные и иногда холодно рациональные решения в стремлении к тому, что она считает правильным.

## Биография персонажа

### Новый агент «Щ.И.Т.»
Джемма Симмонс принята в команду агента «Щ.И.Т.» Фила Колсона в качестве специалиста по наукам о жизни (как людей, так и инопланетян). У неё тесная связь с коллегой агентом Лео Фитцем, с которым она познакомилась в академии «Щ.И.Т.», причём оба являются самыми молодыми выпускниками её научно-технического подразделения. Ближе к концу сезона Фитц и Симмонс запираются в медицинском отсеке для безопасности от беглого агента Гранта Уорда, который выбрасывает устройство в океан. Оказавшись в ловушке на дне океана, Фитц и Симмонс посылают сигнал бедствия и изобретают управляемое взрывчатое вещество, чтобы взорвать окна и сбежать. Фитц заставляет опечалившуюся Симмонс взять единственный кислородный баллон, заявляя о своих чувствах к ней. Он чуть не утонул после использования взрывчатки, в то время как Симмонс выплывает на поверхность с его бессознательным телом, где их спасает Ник Фьюри, который получил их сигнал бедствия.

### Присоединение к «Гидре»
После их опыта под водой, Фитц борется с технологией и галлюцинирует о присутствии Симмонс, которая покинула «Щ.И.Т.» некоторое время назад из-за состояния Фитца. Однако позже выяснилось, что Симмонс работает под прикрытием в «Гидре». Её личность раскрыта, но начальник службы безопасности «Гидры» Бобби Морс, ещё один агент «Щ.И.Т.» под прикрытием, спасает её, и Симмонс воссоединяется с выздоравливающим Фитцем. Ближе к концу сезона, когда Фитц договаривается о свидании с Симмонс, оружие Крии под названием «Монолит», которое находится под охраной «Щ.И.Т.а», освобождается от сдерживания и поглощает Симмонс в себя.

### Застревание на Мавете
В третьем сезоне Фитц приобретает древнееврейский свиток, описывающий Монолит, поглотивший Симмонс, как «Смерть» (ивр. מות‎), что Фитц не может принять. В неведении для него, Симмонс живёт на пустынной чужой планете. Фитц понимает, что Монолит — это портал, и с помощью асгардца Эллиота Рэндольфа и агента «Щ.И.Т.» Дейзи Джонсон, ему удаётся войти в портал, найти Симмонс и успеть спасти её как раз в тот момент, когда сила Дейзи разрушает Монолит. Симмонс изо всех сил пытается приспособиться к возвращению на Землю и рассказывает Фитцу о 4722 часах, которые она провела, застряв на пустынной планете. Фитц и Симмонс в конце концов консуммируют свои отношения.

### Внутренний круг «Щ.И.Т.»
Показано, что Симмонс теперь работает в новом, но параноидальном окружении директора «Щ.И.Т.» Джеффри Мейса и ежедневно проходит тесты на детекторе лжи. Общественное одобрение Мейса было высоким после его предполагаемого героизма во время взрыва в Вене, но когда Симмонс угрожает раскрыть правду о его действиях в Вене, он соглашается освободить её от любых тестов на детекторе лжи. Когда всех на базе похищают и заменяют на ЖСМ, Джемма становится одним из двух оставшихся реальных людей. Обнаружив, что Фитца заменили, она вынуждена нанести ему несколько ударов ножом после того, как раздавила его тяжелым оборудованием. После объединения с Дейзи, другим реальным человеком, они обе выпускают спящий газ и отбиваются от ЖСМ. Затем они будят Пайпер и Дэвиса, которые улетают с ними, когда в процессе взрываются ЖСМ. Затем Джемма взламывает Скелет, чтобы она и Дейзи могли войти, что они и делают. Внутри Скелета Джемма просыпается в братской могиле, где обнаруживает, что её аватар был убит. После того, как её выбросили из машины, она понимает, что «Щ.И.Т.» проиграл войну в этом мире, и «Гидра» управляет всем. Джемма выслеживает Колсона, но не может убедить его в том, что этот мир фальшивый, и он вызывает «Гидру», от которой она едва спасается. Она немедленно встречается с Дейзи, но их выход был повреждён.

### Будущее и настоящее
Неизвестная группа захватывает Симмонс и других агентов «Щ.И.Т.» и переносит их на космическую станцию в будущем, за исключением Фитца, который присоединяется к ним позже через космический корабль хроникома Инока, пробыв в стазисе 74 года. После того, как Симмонс и команда возвращаются в настоящее, она выходит замуж за Фитца на церемонии, организованной «Щ.И.Т.ом», в то время как выясняется, что Дик Шоу, которого Симмонс встретила в будущем и который каким-то образом телепортировался в настоящее, является её внуком. После того, как Фитц становится жертвой во время финальной битвы Дейзи против мощного Гленна Тэлбота, Симмонс решает найти настоящую версию Фитца, который всё ещё находится в стазисе на борту космического корабля Инока.

### Поиски Фитца
Симмонс безуспешно искала Фитца в течение года. Она и Фитц в конце концов воссоединяются на планете Китсон, пока убийца Малахи не сбегает с Фитцем. Ради безопасности Фитца, Симмонс сдаётся Атаре, бывшему начальнику Инока, чтобы они вдвоём могли придумать способ путешествия во времени, который намерены использовать хроникомы. Атара запирает Фитца и Симмонс внутри их собственных умов, заставляя их работать вместе, чтобы понять логику путешествий во времени. Их в конечном счёте освобождает Инок, которому удаётся одолеть Атару и других хроникомов. Затем они втроём телепортируются, но снова оказываются на Китсоне, где Фитца и Симмонс от казни спасает Айзель, которая помогает им вернуться на Землю, в то время как Инок прощается с ними. Айзель считает, что Фитц и Симмонс в заговоре против неё, поэтому она приказывает экипажу своего корабля устранить их. Их двоих в конечном счёте спасает команда, возглавляемая новым директором «Щ.И.Т.» Маком, и они возвращаются на Землю. В то время как «Щ.И.Т.» останавливает Айзель, Симмонс и Фитц попадают в засаду хроникомов-охотников, но их спасает Инок, который помогает им совершить путешествие во времени, а также создать ЖСМ Колсона, чтобы помочь им бороться с охотниками.

### Война с хроникомами
В седьмом сезоне Симмонс помогает «Щ.И.Т.у» в путешествии во времени, чтобы помешать хроникомам изменить историю. По пути Дик обнаруживает, что у Симмонс есть имплантат памяти, который блокирует её знания о местоположении Фитца, сохраняя при этом информацию о путешествиях во времени. Позже Симмонс похищает союзник хроникомов Натаниэль Малик, который заставляет её выдать местонахождение Фитца, поскольку он является ключом к их поражению. Когда она отказывается, Малик пытается использовать машину памяти для поиска воспоминаний Симмонс, но он только узнаёт, что она и Фитц провели длительный период времени вместе, прежде чем она вернулась в прошлое. Отпустив её, он непреднамеренно заставляет её полностью забыть Фитца. Он отводит её на корабль хроникомов, где инопланетяне расплавляют её имплантат памяти и планируют, чтобы её спас «Щ.И.Т.», чтобы освежить её память по приказу лидера хроникомов Сивиллы. Однако нетерпеливый Малик невольно разрушает план, когда посылает одного из своих помощников напасть на спасителей Симмонс, который в конечном счёте позволяет им сбежать. После перегруппировки на конспиративной квартире «Щ.И.Т.а», Симмонс подсознательно создаёт портальное устройство, которое приводит Фитца к ним, несмотря на её поврежденную память. Возвращаясь к их линии времени и помогая восстановить её память, Фитц помогает Симмонс вспомнить, что Инок забрал их, чтобы они могли построить машину времени, и что у них была дочь Алия, прежде чем вернуться к своим друзьям Флинту и агенту Пайпер и попросить их охранять Фитца и Алию, пока Симмонс ушла с командой. После поражения Сивиллы и Натаниэля, Фитц и Симмонс забирают Алию, прежде чем уйти из «Щ.И.Т.а», чтобы растить её.

## Концепция и создание
В ноябре 2012 года Элизабет Хенстридж получила роль Джеммы Симмонс. Она описала своего персонажа как «эксперта по биохимии. Она молода и голодна, и эту женщину замечательно играть, потому что она умна, сосредоточена и любопытна, и она не извиняется за это. У неё прекрасные отношения с Фитцем. Они как бы отскакивают друг от друга». После того, как во время премьеры второго сезона выяснилось, что Фитц просто воображал себе Симмонс в эпизоде, Хенстридж объяснила, что шоураннеры «говорят вам, что вам нужно знать, чтобы играть в своих сценах, ну а что-то после этого, не знаешь наверняка». Для дизайна костюмов Симмонс Фоули старалась сделать так, чтобы её одежда отражала её индивидуальность, не «становясь слишком клишированным… мы смешиваем жёсткое с мягким — мы сочетаем женские элементы, такие как воротнички Питера Пэна, шёлковые блузки и цветочные узоры с мужскими штрихами как галстуки». Ава Мирей изображает молодую Симмонс.

## Характеризация
Хенстридж рассказала о том, что персонажи Фитца и Симмонс были разлучены в течение сериала, отметив, что они «никогда не были друг без друга. Когда вы видите их друг без друга, это придаёт совершенно новую динамику только им как персонажам, открывающим для себя, каково это — быть независимыми». По поводу вины Симмонс в повреждении мозга Фитца Хенстридж сказала: «Она чувствует огромную вину. Там происходит много эмоций. Многое из этого вращается вокруг Фитца и Уорда. Она испытывает сильный гнев и негодование по поводу сложившейся ситуации. Когда с кем-то, кого вы любите, случается что-то катастрофическое или возникает ситуация, которая затрагивает людей, которых вы любите больше всего, если вы впервые оказались в таком положении, вы никогда не знаете, что делать». Когда эти отношения развивались во втором сезоне, Хенстридж сказала: «Я не думаю, что они полностью осознают, насколько они далеки друг от друга. Там так много боли. Я не думаю, что они осознают, чем жертвуют, не выясняя этого». Говоря о более жёсткой стороне Симмонс, увиденной позже во втором сезоне, после раскрытия Нелюдей и последующей смерти агента Триплетта, Хенстридж объяснила, что в начале сериала Симмонс была «очень математичной», но на протяжении всего первого сезона «понимала, что это больше касается человеческих отношений и того, что значит спасти чью-то жизнь». Теперь, «у неё было травмирующее событие, и она сразу вернулась к тому, что она знает, пытаясь разделить всё на чёрно-белое», и поэтому «Это имеет смысл [для неё], если есть эти люди — называйте их как хотите; Нелюди — которые вызывают разрушение, и вы можете избавиться от них, тогда они больше не будут разрушением[sic]… Конечно, это не так» просто.
После того, как Симмонс застревает на планете Мавет в течение шести месяцев, она становится «совершенно другой», и Хенстридж описывает её как «определённо всё ещё её сущность — она не просто полностью меняется. Но она через многое прошла. Она ожесточилась. Ей пришлось столкнуться с вещами, которые она никогда бы не вообразила, в том числе в одиночку без Фитца, так что она определённо изменилась, стала сильнее и отчасти пострадала». Описывая отношения, которые Симмонс развивает с Дэниелсом на планете, и сравнивая их с Фитцем, Хенстридж сказала: «Это очень интуитивно. Это более первобытно и интенсивно. Это просто происходит от необходимости выживать во враждебной среде, имея только друг друга на всей планете. Ставки всегда так высоки, так что это более физическое, чем её отношения с Фитцем. ФитцСиммонс — это медленное развитие, на которое уходят годы и годы, и они связаны интеллектом, в то время как она и Уилл — это что-то вроде „мы против всего мира“». После того, как Дэниелс умирает, и Симмонс в конце концов уходит с Фитцем, последние двое консуммируют свои отношения после построения в течение нескольких сезонов. «Мы представляем, что они проводят утро после того, как много смеялись над тем, что только что произошло», — сказали Уидон и Танчароен, — «Мы хотим, чтобы их отношения были похожи на их дружбу, потому что все лучшие отношения именно так и выглядят. Так что, продвигаясь вперёд, хотя это изменение в их дружбе, мы надеемся, только углубит их связь, оно также неизбежно немного усложнит ситуацию».

## Реакция
Делая обзор к эпизоду первого сезона «0-8-4», Эрик Голдман из IGN подверг критике недостаточное развитие большинства главных героев, в частности Фитца и Симмонс, как он сделал с пилотным эпизодом. Тем не менее, он был более позитивен, делая обзор для «ФЗЗТ», хваля его за то, что он, наконец, дал «столь необходимое» развитие им обоим. TVLine назвал Хенстридж «Исполнительницей недели» за неделю 25 октября 2015 года за её выступление в эпизоде «4722 часов», особенно за то, что она сама вела эпизод.

## Другие появления

### Веб-сериал
- Джемма Симмонс появляется в цифровом сериале «Агенты «Щ.И.Т.»: Йо-Йо», где Элизабет Хенстридж вернулась к своей роли.[51]

### Анимация
- Симмонс появляется в эпизоде «Lizards» в четвёртом сезоне мультсериала «Великий Человек-паук», где её озвучивает Хенстридж.[52][53][54]

### Комиксы
- Симмонс появляется в сопутствующем комиксе «Agents of S.H.I.E.L.D.: The Chase»,[55] который посвящён телесериалу «Агенты „Щ.И.Т.“», действие которого разворачивается между эпизодами «Дурное влияние» и «П.У.Т.И.», и «изображает ранее невидимую миссию агентов „Щ.И.Т.“», когда они исследуют новое оружие и ищут мошеннического миллиардера Иэна Куинна (у которого есть связи с Ясновидцем и Проектом «Сороконожка»).[56]
- Симмонс впервые появилась в основной Вселенной Marvel в «S.H.I.E.L.D.» том 3 #1, где она была адаптирована для комиксов Марком Уэйдом и Карлосом Пачеко. Она появляется как член команды Фила Колсона и дочь неназванного руководителя Roxxon.[57] Симмонс присоединилась к команде Колсона, чтобы вернуть Меч Уру, древнее оружие, принадлежавшее Хеймдаллу. Когда выяснилось, что Хеймдалл был одержим инопланетным камнем, команда удалила его, а Симмонс проанализировала его впоследствии.

При попытке обезвредить бомбу Симмонс атакует и заражает неизвестное вещество. Она приходит к выводу, что ей осталось жить всего один месяц. Генри Хейс / Детлок узнаёт о её состоянии и спрашивает её об этом. Симмонс раскрывает, что причина, по которой она никому не сказала, заключается в том, что она не хотела, чтобы кто-то жалел её. В конце концов она впадает в кому, раскрывая своё состояние персоналу «Щ.И.Т.а». Хейс и Пересмешница понимают, что лучший способ спасти её жизнь — превратить её в ещё одного Детлока. Процедура спасает ей жизнь, но в дезориентированном состоянии она начинает нападать на своих коллег-агентов. Колсон прибывает вовремя, чтобы обратиться к е` человечности, и она вновь обретает рассудок. Затем она благодарит Хейса за спасение её жизни.

### Видеоигры
- Симмонс дебютировала в видеоигре Marvel в «Marvel: Future Fight», где она появляется как неигровой персонаж. В игре она получила степень в области квантовой механики и системной инженерии в юном возрасте. Она проработала в «Stark Industries» два года, прежде чем её похитило Агентство инновационной механики.[63] После спасения Мстителями доктор Симмонс помогает команде в анализе мультивселенной. Версия Джеммы Симмонс из альтернативной вселенной, которая стала агентом «Щ.И.Т.», была добавлена во время обновления «Agents of S.H.I.E.L.D.».[64][65]
- Симмонс появляется в качестве игрового персонажа в «LEGO Marvel’s Avengers». Симмонс, наряду с 12 другими персонажами, была добавлена в ограниченный пакет DLC для «Agents of S.H.I.E.L.D.».[66]
- Симмонс появляется в качестве игрового персонажа в «Marvel Avengers Academy».[67]